# Amt Seyda

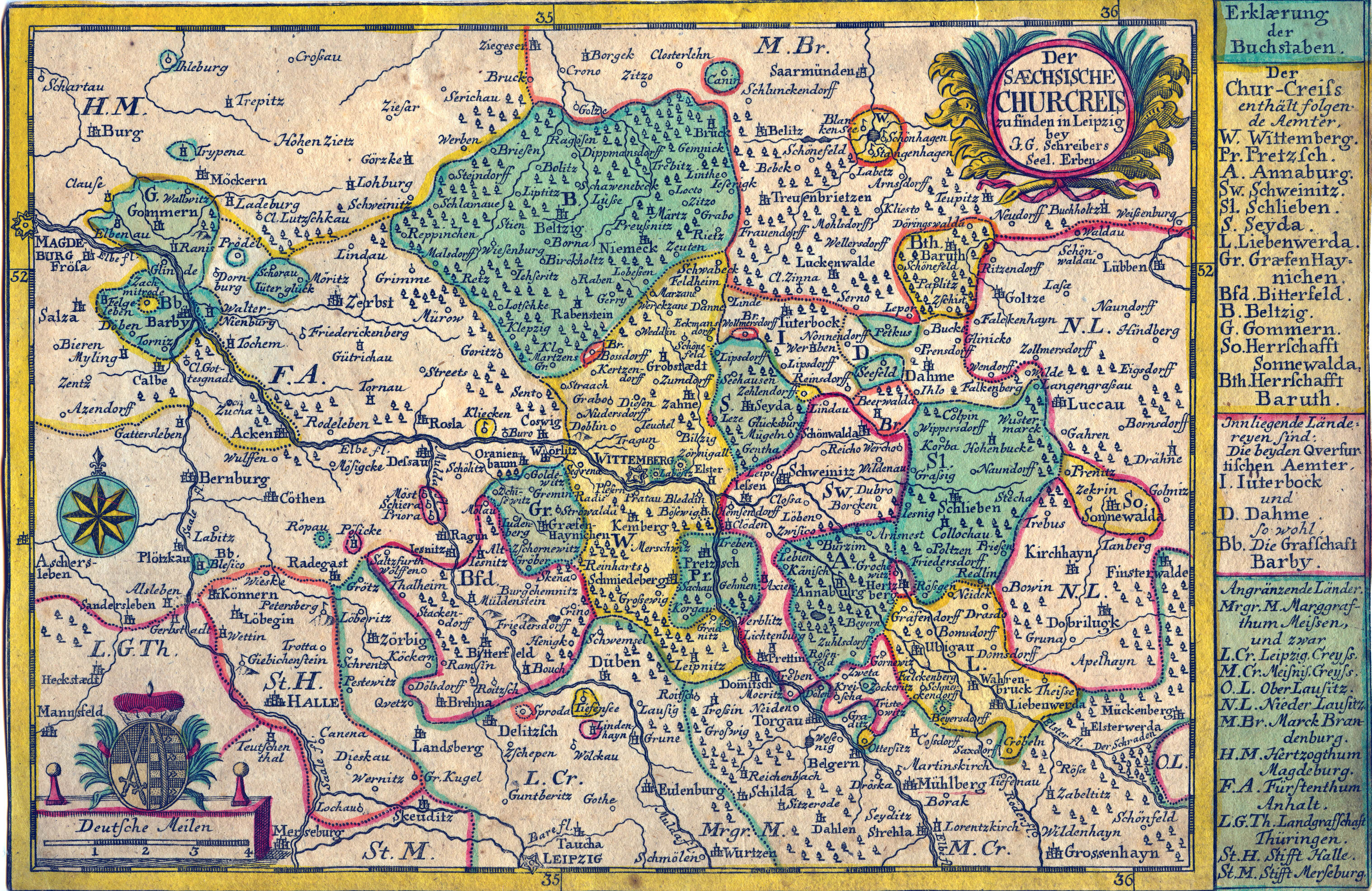
Der Kurkreis nach Schreiber mit dem Amt Seyda

Das Amt Seyda war eine Verwaltungseinheit des 1806 in ein Königreich umgewandelten Kurfürstentums Sachsen und war dem Kurkreis angegliedert. Es entstand aus der Herrschaft Seyda, die 1501 vom sächsischen Kurfürst Friedrich dem Weisen gekauft worden war.
Bis zur Abtretung an Preußen 1815 bildete es als sächsisches Amt den räumlichen Bezugspunkt für die Einforderung landesherrlicher Abgaben und Frondienste, für Polizei, Rechtsprechung und Heeresfolge.

## Geographische Ausdehnung
Das Gebiet des Amts Seyda lag östlich von Wittenberg und nördlich von Jessen (Elster) am Rand des Niederen Flämings. Im Südosten des Amts lag die Glücksburger Heide (Forst Glücksburg).
Das Territorium des früheren Amtes Seyda ist heute Teil der Bundesländer Brandenburg (nördlicher Teil und Exklaven Kurzlipsdorf und Niederseefeld) und Sachsen-Anhalt (südlicher Teil und Exklave Labetz).

## Angrenzende Verwaltungseinheiten
|                     | Fürstentum Querfurt (Amt Jüterbog)          | Fürstentum Querfurt (Amt Jüterbog) |
| Kreisamt Wittenberg | Kompassrose, die auf Nachbargemeinden zeigt | Kreisamt Wittenberg (Exklave)      |
|                     | Amt Schweinitz                              |                                    |

## Geschichte
Die Herren von Seyda, ihr Leitname war Anno, errichteten vermutlich vor oder um 1200 eine kleine Herrschaft im Osten des Niederen Flämings, vermutlich in markbrandenburgisch-askanischem Auftrag (schon/noch in Diensten von Albrecht dem Bären?). Angehörige der Familie finden sich im Umfeld der Markgrafen von Brandenburg und kamen vermutlich mit den Askaniern von Sydow (bei Jerichow) in den Niederen Fläming. Die Ortsnamen in der Umgebung von Seyda deuten auf flämisch-niederdeutsche Einwanderer hin. Die Herren von Seyda standen im Norden anscheinend vor allem in Konkurrenz mit dem Erzstift Magdeburg. Noch um 1200 waren die beiden Orte Oehna und Gölsdorf magdeburgisch.
Seit 1268 bezeugten die Herren von Seyda (Syden) als sächsische Ministeriale in den Urkunden der Herzöge von Sachsen-Wittenberg. 1315 und 1318 urkundete Herzog Rudolf von Sachsen in Seyda, ohne dass auf den Urkunden einer der Herren von Seyda erwähnt wird. Um 1320 sind die Herren von Seyda offenbar im Mannesstamm ausgestorben und die Herrschaft an Herzog Rudolf I. gefallen. Seit 1323 erscheint in den Urkunden kein Namensträger mehr, der dieser Familie zuzuordnen ist. Um 1363 vergab Herzog Rudolf II. die Herrschaft Seyda an die Schenken von Schenkendorf, die von den Schenken von Landsberg abstammten. Sie nannten sich gelegentlich ebenfalls Schenken von Landsberg. Ein anderer Familienzweig erwarb Anfang des 15. Jahrhunderts die Herrschaft Teupitz. Die Schenken von Landsberg hatten ihre wettinischen Besitzungen um den Petersberg bei Halle, Zörbig, Pouch und Landsberg.
Die Herrschaft Seyda blieb im Besitz dieser Familie bis 1501 als der sächsische Kurfürst Friedrich der Weise sie für 20.000 Gulden kaufte und daraus das kursächsische Amt Seyda bildete. Dieses Amt wurde ein Teil des nach der Leipziger Teilung 1485 zur ernestinischen Linie der Wettiner gehörigen Kurkreises, dessen Sitz in Wittenberg war. Friedrich der Weise veranlasste auch die Anfertigung eines Erbbuches, das 1508 fertiggestellt wurde. Sitz des Amtes Seyda war die Kleinstadt Seyda, nördlich von Jessen (Elster).
Nach der Niederlage der Ernestiner im Schmalkaldischen Krieg im Jahr 1547 (Wittenberger Kapitulation) kam das Amt wie der gesamte Kurkreis unter die Herrschaft der Albertiner.
In Folge der Niederlage des Königreichs Sachsen wurden auf dem Wiener Kongress im Jahr 1815 Gebietsabtretungen an das Königreich Preußen beschlossen, was u. a. den gesamten Kurkreis mit seinen Ämtern betraf. Das Amt Seyda wurde größtenteils dem neu gegründeten Landkreis Schweinitz in der preußischen Provinz Sachsen zugeordnet, der Ort Niederseefeld kam in den Landkreis Jüterbog-Luckenwalde in der Provinz Brandenburg.

## Bestandteile

### Städte
- Seyda

### Dörfer
- Gadegast
- Gentha
- Glücksburg
- Gölsdorf
- Kurzlipsdorf (Exklave im Kreisamt Wittenberg)
- Labetz (Exklave im Kreisamt Wittenberg)
- Lüttchenseyda
- Mellnitz
- Meltendorf
- Morxdorf
- Mügeln
- Naundorf
- Niederseefeld (Exklave, zwischen dem damaligen Amt Jüterbog, dem Amt Schlieben, dem Amt Dahme und dem Ländchen Bärwalde gelegen)
- Oehna
- Schadewalde
- Seehausen (Niedergörsdorf)
- Zemnick

## Amtmänner
- 1547–1564 Joachim von Röbel, Amtmann Schweinitz, Lochau, Jessen und Seyda[2]
- Christian Ernst von Kanne, † 1677
- 1764 Herr Reinhardt[3]
- 1790 Johann Christian Schwenke, Amtmann zu Seyda[4]

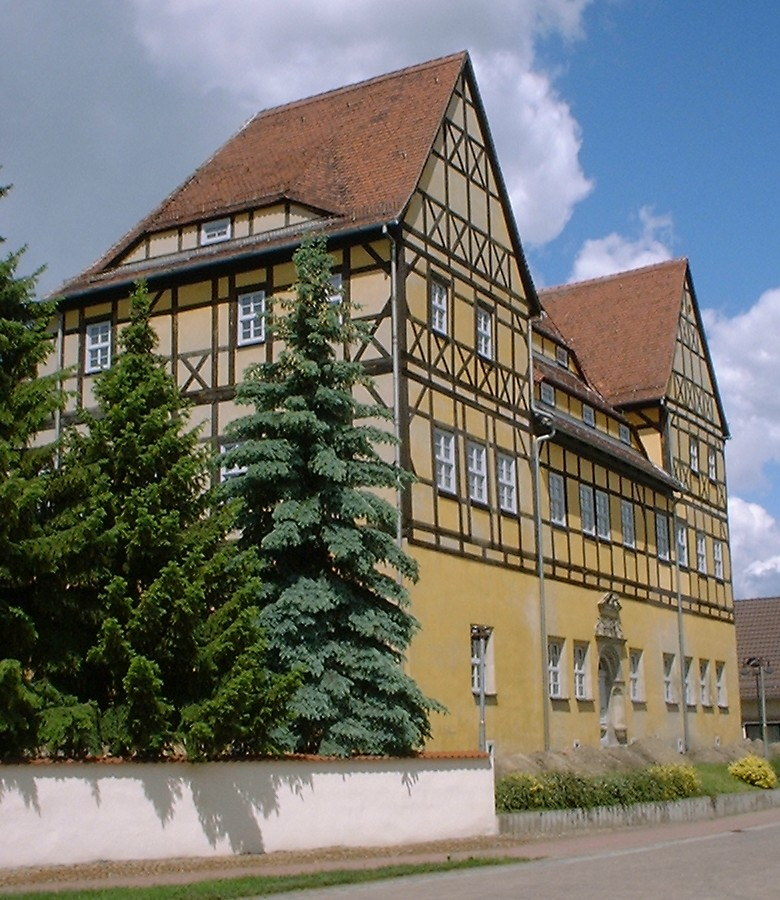
Amtshaus Seyda